# 婆罗蜥
婆罗蜥（学名：Lanthanotus borneensis）也称拟毒蜥、无耳巨蜥、婆羅洲擬毒蜥，为蛇蜥亞目中的一种大型蜥蜴，体长約45~50公分，分布于婆罗洲，为婆罗蜥科中的唯一一种。没有耳洞，以小动物为食。
其种加词“borneensis”意为“婆罗洲的”。

## 保育狀況
其被列為《瀕危野生動植物種國際貿易公約》附錄二的物種，被限制出口及貿易。